# Yvon Cloarec
Yvon Cloarec (ur. 13 maja 1960) – francuski kolarz torowy, srebrny medalista mistrzostw świata.

## Kariera
Największy sukces w karierze Yvon Cloarec osiągnął w 1980 roku, kiedy wspólnie z Franckiem Dépine’em zdobył srebrny medal w wyścigu tandemów na mistrzostwach świata w Besançon. W zawodach tych Francuzów wyprzedzili jedynie reprezentanci Czechosłowacji: Ivan Kučírek i Pavel Martínek. W latach 1980–1982 zdobywał wicemistrzostwo Francji w wyścigu na 1 km, a w 1980 roku wygrał również zawody sprinterskie w Paryżu i Kopenhadze. Nigdy nie startował na igrzyskach olimpijskich.